# Nobiltà nera
Con nobiltà nera, meglio detta aristocrazia nera, si definiva nel passato quella parte della nobiltà romana rimasta fedele al papato dopo il 1870 e che, ricoprendo alte cariche nei ranghi dell'amministrazione pontificia, era tenuta a indossare l'abito di corte o "alla spagnola" rigorosamente di colore nero, esistente e visibile nelle loro vesti originali fino al 1968, quando papa Paolo VI, con il Motu proprio "Pontificalis Domus", decretò la riforma della Corte Pontificia con la soppressione di parte del suo apparato barocco. La nobiltà nera non è da confondere con la nobiltà pontificia, per quanto ne facesse parte.

## Storia
Premessa la distinzione originaria tra aristocrazia feudale originata dall'antica classe baronale romana e nobiltà derivante dall'esercizio delle cariche municipali cittadine, prime fra tutte quelle di Senatore di Roma e di Conservatore della Camera Capitolina, questo ceto sociale si formò e visse attorno al potere dei papi e dei cardinali, pur continuando a differenziarsi gerarchicamente al suo interno a seconda del prestigio delle cariche ricoperte (inizialmente solo all'antica classe baronale spettavano infatti le cariche di Principe assistente al Soglio pontificio, di Maresciallo del Conclave e di Gran Maestro del Sacro Ospizio); si estese nei secoli con l'arrivo delle nuove famiglie "papali" stabilitesi a Roma e di quelle beneficiate in vario modo dal potere temporale dei papi, e in particolare indica anche quella parte di nobiltà che, dopo la presa di Roma, rimase fedele al Sovrano Pontefice ("Papa Re"), distinguendosi conseguentemente dalla "nobiltà bianca" che, pur rimanendo fedele al Papa, sostenne anche i nuovi sovrani di Casa Savoia. Molte delle famiglie della nobiltà nera chiusero i portoni dei loro palazzi (atto che esprimeva il lutto) in segno di dissenso e rifiuto dei nuovi sovrani, fino almeno al 1929, anno dei Patti Lateranensi; tipico il caso del portone del palazzo Lancellotti ai Coronari, sull'omonima piazza, rimasto chiuso fino agli anni settanta.
Tra l'aristocrazia romana, si ricordano in particolare le famiglie principesche romane e quelle dei marchesi di baldacchino che ricoprivano cariche tradizionalmente ereditarie presso la Corte Pontificia (Colonna, Orsini, Sacchetti, Massimo, Patrizi Naro Montoro, Serlupi Crescenzi, Caetani, Ruspoli, Borghese, Chigi, Gabrielli, Lancellotti, Aldobrandini, Pallavicini, Odescalchi, Altieri, etc.).
Altre famiglie nel corso dei secoli avevano ricevuto dal Romano Pontefice titoli o altri privilegi (Torlonia, Theodoli (marchesi di baldacchino), Soderini (conti di baldacchino), Mazzetti di Pietralata, Del Gallo di Roccagiovine, Senni, Ricci Parracciani, Lepri, Malvezzi Campeggi, Rocchi, Nannerini, Bufalari, Datti, Pietromarchi, Pacelli, Pediconi, Nasalli Rocca, Pecci, Cantuti Castelvetri, Ugolini, etc.). Molti membri delle famiglie predette erano tradizionalmente appartenenti alle Guardie Nobili.
Pure facenti parte della nobiltà papalina, seppur con ranghi minori derivanti dall'Ufficio ecclesiastico vitalizio che ricoprivano, sempre direttamente connesso al Romano Pontefice, acquisivano la nobiltà personale di patrizi dell'Urbe (non trasmissibile agli eredi) i Camerieri Segreti, i Parafrenieri Pontifici e i Sediari Pontifici, spesso ulteriormente distinti nella Corte Pontificia attraverso la concessione di Ordini Equestri Pontifici, così come erano dettagliatamente descritti nell'Annuario Pontificio e nel Calendario Pontificio
Analogamente, nei territori passati al Regno d'Italia a seguito dei Plebisciti, con particolare riferimento all'Umbria, ma, più ancora, alle Marche, molte famiglie "minori" ma di nobiltà generosa, le quali avevano ricevuto, nella persona di uno o più membri, la Milizia Aurata o Speron d'oro, in anni anteriori al 1841, quando tale milizia equestre era ancora il titolo di rango e nobilitazione della Santa Sede, ovvero conferito su prove di nobiltà e conferente la nobiltà ereditaria, si espressero attraverso forme di disappunto; fino all'Ordinamento Nobiliare del Regno del 1929 e soprattutto fino al Concordato lateranense del 1929 e, per conseguenza, nell'Ordinamento Nobiliare del 1943, molte di queste famiglie non fecero richiesta di riconoscimento dei titoli e della nobiltà e, parallelamente, in quegli anni preconcordatari, non furono considerate a causa dei titoli vantati, in quanto pontifici, pur nella sopraggiunta riconoscibilità con il 1929 (Ordinamento nobiliare e, poi, Concordato lateranense) e dal 1943 in poi, con il nuovo e ultimo Ordinamento Nobiliare. Tra questi sono gli Urbani, gli Ugolini, i Bufalari, i Palombi, alcuni rami della famiglia Ricci, i conti Travaglini, e altre.
Tutt'oggi la Santa Sede riconosce titoli e stemmi nobiliari, attraverso sentenze dei tribunali ecclesiastici.
Tra la nobiltà "bianca" si annoveravano le famiglie Boncompagni Ludovisi, Ottoboni, Caetani, Cesarini Sforza, Doria Pamphilj, Sciarra, Schiaratura, Lovatelli, alcuni rami degli Odescalchi e dei Pallavicini. Non mancarono infatti famiglie che, con il venir meno del fedecommesso, si divisero al loro interno accrescendo l'autonomia dei rami cadetti.

## Nobiltà nera veneziana
Tutt'altro significato ha la Nobiltà nera, o più esattamente la Nobiltà nera veneziana, teorizzata da John Coleman e Jan van Helsing, che è descritta come il ceto mercantile veneziano che affermò definitivamente il proprio potere, dal 1063 al 1123, sulla Repubblica di Venezia, trasformandola in un'oligarchia aristocratica nel 1171-1172 con l'istituzione del Maggior Consiglio, che si arrogò il diritto esclusivo di nominare il Doge. Oltre a quella veneziana si aggiunse anche quella di Genova, che insieme avevano diritti commerciali privilegiati sin dal dodicesimo secolo.